# Stanisław Tarnawski (kanonik przemyski)
Stanisław Tarnawski (ur. ok. 1480. zm. w 1564 roku) – ksiądz rzymskokatolicki, kanonik przemyski, kustosz katedralny, uczony, w swoje prywatnej bibliotece zgromadził ponad kilka tysięcy ksiąg, na których zakup przeznaczył większość swojego majątku. Miał brata Mikołaja. 
Studiował w Krakowie w 1518 roku.